# Арно Каммінга
Арно Каммінга (нід. Arno Kamminga, 22 жовтня 1995) — нідерландський плавець, дворазовий срібний призер Олімпійських ігор 2020 року.
Призер Чемпіонату Європи з водних видів спорту 2020 року та чемпіонату світу з водних видів спорту 2022 року.
Чемпіон Європи з плавання на короткій воді 2017, 2019, 2021 років. Чемпіон світу з плавання на короткій воді 2021 року.

## Виступи на Олімпійських іграх
| Олімпіада  | Дисципліна                          | Місце |
| ---------- | ----------------------------------- | ----- |
| Токіо 2020 | 100 м брасом                        | 2     |
| Токіо 2020 | 200 м брасом                        | 2     |
| Токіо 2020 | змішана естафета 4x100 м комплексом | 6     |